# Trò chơi năm 1978
Trang này liệt kê các board game,  card game, wargame, miniatures game, và trò chơi nhập vai tabletop xuất bản năm 1978.  Đối với trò chơi điện tử, xem Trò chơi điện tử năm 1978.

## Trò chơi được phát hành hoặc phát minh năm 1978
- Adventures in Fantasy
- Black Hole
- (This Game is) Bonkers!
- The Campaign for North Africa
- Cyborg
- Dawn of the Dead
- Empire
- Gamma World (trò chơi nhập vai tabletop)
- G.E.V.
- High Fantasy
- Ice War
- It
- John Carter, Warlord of Mars (trò chơi nhập vai)
- Junta
- King Arthur's Knights
- Magic Realm
- Mayday
- The Next War
- Olympica
- Pente
- Privateer
- Quad-Ominos
- Quest
- RuneQuest (trò chơi nhập vai tabletop)
- The Sorcerer's Cave
- Spellmaker
- Star Fighter
- Star Trek: Adventure Gaming in the Final Frontier (trò chơi nhập vai tabletop)
- Starfleet Wars (Superior Models, Inc.)
- Starships & Spacemen
- Strike Team Alpha
- Strange New Worlds
- Swords & Sorcery
- To the Green Fields Beyond
- War in the Ice
- Wizard